# Paola Ghidoni
Paola Ghidoni (ur. 8 lipca 1963 w Montecchio Maggiore) – włoska polityk, posłanka do Parlamentu Europejskiego IX kadencji.

## Życiorys
W 1995 ukończyła studia z nauk politycznych na Uniwersytecie Padewskim. W 2000 na Uniwersytecie Ca’ Foscari uzyskała uprawnienia biegłego rewidenta. Podjęła praktykę w tym zawodzie w Padwie. Zaangażowała się w działalność polityczną w ramach Ligi Północnej. W 2019 bez powodzenia kandydowała do Europarlamentu. Mandat posłanki do PE IX kadencji objęła jednak w listopadzie 2022.